# Salix radinostachya
Salix radinostachya — вид квіткових рослин із родини вербових (Salicaceae).

## Морфологічна характеристика
Це великий кущ. Гілочки пурпурно-коричневі, в молодості волохаті, потім ± голі. Листкова ніжка 10–15 мм, запушена; листкова пластинка ланцетна чи подовжено-ланцетна, рідко вузько-еліптична чи зворотно-ланцетна в молодості, (10)15–20 × 3–4.5 см, абаксіально (низ) ворсинчаста вздовж жилок чи щільно запушена, зеленувата чи злегка біла, адаксіально зелена, в молодості обидві поверхні шовковисто-ворсинчасті чи абаксіально волохаті, край цільний або нечітко залозисто-пилчастий. Чоловічі сережки 70–100(130) × 5–7 мм. Плодоносні сережки до 20 см. Коробочка до 5 мм.

## Середовище проживання
Сіккім, зх. Сичуань, сх. Тибет, пн. Юньнань. Населяє гірські схили, хащі, ліси; на висотах 2600–3200 метрів.